# ワシーリー・マルゲロフ

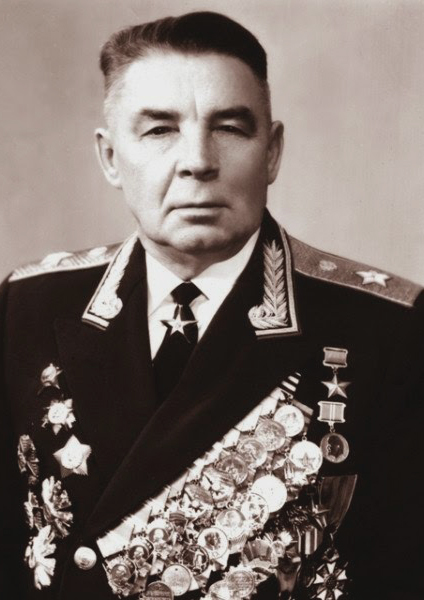
ワシーリー・マルゲロフ

ヴァシーリー・フィリッポヴィチ・マルゲロフ（露: Василий Филиппович Маргелов、1908年12月27日 - 1990年3月4日）は、ソ連の軍人。上級大将。長年に渡ってソ連空挺軍司令官を務め（1954年 - 1959年3月、1961年7月 - 1979年1月）、空挺軍の発展に大きく貢献した。ソ連邦英雄。

## 経歴

### 戦前
ウクライナのエカテリノスラフ（現ドニプロペトロウシク）出身。13歳の時から炭鉱夫として働きに出され、鉱山技師となることを夢見ていたが、コムソモールにより労農赤軍に送られた。
1928年、ミンスクの白ロシア・ソビエト社会主義共和国中央執行委員会名称統合白ロシア軍事学校に入校。卒業後、第33狙撃師団第99狙撃連隊の機関銃小隊長に任命。1931年、連隊学校の小隊長に任命され、1932年1月、母校の小隊長となり、戦術、射撃、体育を教えた。1938年、白ロシア軍管区の第8狙撃師団第25狙撃連隊の大隊長、その後師団情報部長。冬戦争時、スキー偵察・破壊工作大隊を指揮して、フィンランド軍後方を襲撃した。

### 独ソ戦
独ソ戦時、懲罰部隊、レニングラード及びヴォルホフ戦線でバルト艦隊の独立水兵連隊、スターリングラード攻防戦で連隊を指揮。その後、第49親衛狙撃師団長となり、ドニエプル川を渡河、ヘルソン市から脱出しようとするドイツ軍を側面から包囲した功績で、ソ連邦英雄称号を授与され、師団には名誉称号「ヘルソン」が授与された。モルドバ、ルーマニア、ブルガリア、ユーゴスラビア、ハンガリー、チェコスロバキアの解放に参加し、終戦時、ドイツ武装親衛隊3個師団（トーテンコップ、ドイチュランド、警察師団）を無血で降伏させた。
戦時中、スターリンから12枚の感状を受け取り、少佐から少将まで昇進した。戦勝記念観閲式には、赤の広場での第2ウクライナ戦線を代表して参加した。

### 戦後
終戦後、参謀本部アカデミーを卒業し、チェルニゴフ空挺師団長に任命された。1954年から1959年まで空挺軍司令官。1961年7月、空挺軍司令官に再任。1979年1月からソ連国防省監察総監となり、空挺軍を監督。

## 逸話
生涯に渡って8度負傷し、その内2度は重傷だった。妻のアンナ・アレクサンドロヴナは、軍医、親衛医務大尉で、戦場で夫を手術したこともある。
オムスク、トゥーラ、降下部門未成年者クラブ連盟には、彼の名前が付けられた。リャザン空挺学校にも、彼の名前が冠された。

### 家族
- 妻アンナ - 軍医。親衛医務大尉で除隊。四男・五男の母。
- 長男ゲンナジー - 空挺軍勤務。退役少将。前妻の子
- 次男アナートーリー - 工学科学博士、教授。前妻の子
- 三男ヴィターリー - KGB、SVR勤務。大将。前妻の子
  - 孫ミハイル - 連邦院議員、国際問題委員会委員
- 四男アレクサンドル - 空挺軍勤務。予備役大佐。ロシア連邦英雄（1996年）。アンナの子
- 五男ワシーリー - GRU勤務。予備役少佐。アンナの子